# Bondurî, Novi Sanjarî
Bondurî (în ucraineană Бондури) este un sat în comuna Poluzirea din raionul Novi Sanjarî, regiunea Poltava, Ucraina.

## Demografie
Componența lingvistică a localității Bondurî
     Ucraineană (96,15%)
     Rusă (3,85%)
Conform recensământului din 2001, majoritatea populației localității Bondurî era vorbitoare de ucraineană (96,15%), existând în minoritate și vorbitori de rusă (3,85%).